# 피드버너
피드버너(FeedBurner)는 뉴스 피드(RSS 피드, ATOM 피드 등) 관리 서비스 제공 웹사이트이다. 2004년 시작하였다.
피드버너는 맞춤형 RSS 피드 및 관리 툴을 블로거, 팟캐스터, 기타 웹기반 콘텐트 퍼블리셔에게 제공한다. 퍼블리셔에게 제공되는 서비스로서는 웹 트래픽 분석
 및 선택적인 광고 시스템을 들 수 있다. 비록 초창기에는 광고가 RSS 형식 안에 들어가는 것이 잘 맞는지에 대한 논란이 있었지만,
 현재는, 콘텐트 퍼블리서들 중 3분의 2가 피드버너의 피드 안에 광고를 넣고 있다.
 퍼블리시된 피드에는 여러 가지로 조작이 가해진다. 디그, Del.icio.us로 가는 자동 링크 등이 포함되기도 하며, 여러 피드들이 "결합"되기도 한다.
 피드버너는 전형적인 웹 2.0 서비스이다. 웹 서비스 애플리케이션 프로그래밍 인터페이스(APIs)를 제공하며, 이를 통해 다른 소프트웨어가 피드버너와 연동할 수 있게 하고 있다. 2007년 10월 5일 기준으로, 피드버너는 58만 4832명의 퍼블리서가 퍼블리시하는 수백만 개의 피드를 유지하고 있다. 이 중에는 팟캐스팅 및 비디오캐스트 피드 14만 2534개가 포함된다.

2007년 6월 3일, 피드버너는 구글에게 인수합병되었다. 정확한 인수가는 알려지지 않았으나, 1억 달러 이상의 가격에 인수되었다는 소문이 한 때 떠돌았다. 한 달 후, 구글과 피드버너의 PRO 서비스 두 개 (MyBrand와 TotalStats)가 일반인에게 무료로 공개되었다.